# ГЕС Nore II
ГЕС Nore II — гідроелектростанція у південній частині Норвегії, за 100 км на північний захід від Осло. Знаходячись між ГЕС Nore I та ГЕС Mykstufoss, входить до складу каскаду на річці Нумедалслоген, яка у місті Ларвік впадає до затоки Богус (протока Скагеррак).

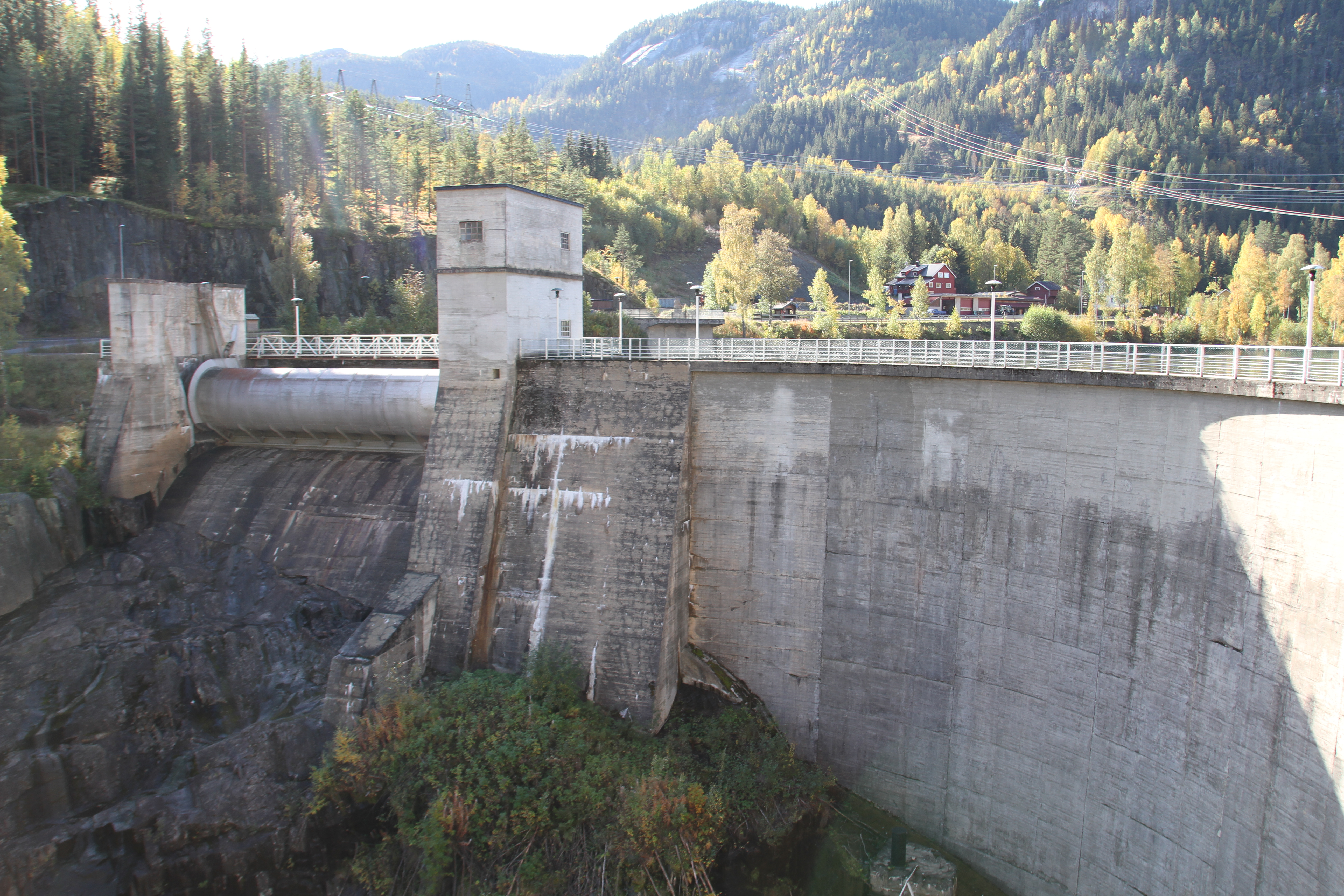
Гребля Rodbergdammen

Відпрацьована на ГЕС Nore I вода потрапляє у сховище Rodbergdammen, створене на річці Uvdalselve, правій притоці Нумедалслоген (можливо відзначити, що вище по сточищу Uvdalselve ресурс з кількох її приток спрямовується на дериваційну ГЕС Увдал І, минаючи таким чином Rodbergdammen). Це невелика водойма з припустимим коливанням рівня поверхні між позначками 350 та 366 метрів НРМ, чому відповідає корисний об'єм у 2 млн м3. Зі сховища вода прямує через прокладений у правобережному гірському масиві Нумедалслоген дериваційний тунель довжиною 3,6 км з перетином 42 м2.
Наземний машинний зал обладнали двома турбінами типу Френсіс потужністю по 27,5 МВт (загальна потужність станції 52 МВт), які при напорі у 100 метрів забезпечують виробництво 285 млн кВт-год електроенергії на рік.
Відпрацьована вода по відвідному каналу довжиною 0,25 км потрапляє у озеро Norefjorden (туди ж неподалік виходить тунель від ГЕС Увдал ІІ — наступного ступеню після згаданої вище станції Увдал І).
Видача продукції відбувається по ЛЕП, розрахованій на роботу під напругою 132 кВ.